# Siegfried Stohr
Siegfried Stohr (ur. 10 października 1952 w Rimini) – były włoski kierowca wyścigowy niemieckiego pochodzenia.

## Życiorys
W 1977 roku Stohr został mistrzem Włoskiej Formuły 3. W Formule 1 startował w roku 1981, Arrowsem. Jego zespołowym kolegą był Riccardo Patrese, który był wyraźnie szybszy od Stohra. Stohr brał udział w wypadku podczas Grand Prix Belgii, kiedy to wjechał w tył stojącego samochodu Patrese, raniąc Dave'a Lucketta, mechanika Arrowsa. Procedura startowa była chaotyczna – niektórzy kierowcy mieli włączone silniki, niektórzy nie.
Po sezonie 1981 Stohr wycofał się z Formuły 1 i rozpoczął prowadzenie szkoły wyścigowej.

## Wyniki w Formule 1
| Legenda oznaczeń w tabelach wyników Wyświetl szablon na nowej stronie | Legenda oznaczeń w tabelach wyników Wyświetl szablon na nowej stronie                                                                     |
| Oznaczenie                                                            | Wyjaśnienie |
| --------------------------------------------------------------------- | --- |
| Złoty                                                                 | Zwycięzca lub mistrzostwo |
| Srebrny                                                               | 2. miejsce lub wicemistrzostwo |
| Brązowy                                                               | 3. miejsce lub II wicemistrzostwo |
| Zielony                                                               | Ukończył, punktował (w klasyfikacji generalnej, gdy zdobył co najmniej jeden punkt na przestrzeni sezonu, poza trzema powyższymi opcjami) |
| Niebieski                                                             | Ukończył, nie punktował (w klasyfikacji generalnej, gdy nie zdobył co najmniej jednego punktu na przestrzeni sezonu)                      |
| Czerwony                                                              | Nie zakwalifikował się (NZ) |
| Czerwony                                                              | Nie prekwalifikował się (NPK) |
| Różowy                                                                | Nie ukończył (NU) |
| Różowy                                                                | Niesklasyfikowany (NS) (w klasyfikacji generalnej, gdy nie został sklasyfikowany w żadnym wyścigu sezonu)                                 |
| Czarny                                                                | Zdyskwalifikowany (DK) |
| Czarny                                                                | Wykluczony (WYK/EX) |
| Biały                                                                 | Nie wystartował (NW) |
| Biały                                                                 | Kontuzjowany (K/INJ) |
| Biały                                                                 | Wyścig odwołany (OD/C) |
| Bez koloru                                                            | Został wycofany (WYC/WD) |
| Bez koloru                                                            | Nie przybył (NP/DNA) |
| Bez koloru                                                            | Nie brał udziału w treningach (NT/DNP) |
| Bez koloru                                                            | Nie został zgłoszony (–) |
| Pogrubienie                                                           | Start z pole position |
| Kursywa                                                               | Najszybsze okrążenie wyścigu |
| †                                                                     | Nie ukończył, ale jego rezultat został zaliczony ze względu na przejechanie więcej niż 90% dystansu wyścigu.                              |
| *                                                                     | Sezon w trakcie |
| 1/2/3                                                                 | Punktowana pozycja w sprincie kwalifikacyjnym                                                                                             |
| Lista systemów punktacji Formuły 1                                    | |

| Rok  | Zespół | Samochód | Silnik  | 1      | 2      | 3     | 4      | 5      | 6      | 7      | 8      | 9      | 10     | 11     | 12    | 13     | 14  | 15  | Msc. | Pkt. |
| ---- | ------ | -------- | ------- | ------ | ------ | ----- | ------ | ------ | ------ | ------ | ------ | ------ | ------ | ------ | ----- | ------ | --- | --- | ---- | ---- |
| 1981 | Arrows | A3       | Ford V8 | USW NZ | BRA NU | ARG 9 | SMR NZ | BEL NU | MCO NU | ESP NU | FRA NZ | GBR NU | DEU 12 | AUT NU | NLD 7 | ITA NZ | CND | LVG | 24   | 0    |